# Lomnička
Lomnička je obec v okrese Brno-venkov v Jihomoravském kraji. Rozkládá se v Boskovické brázdě, přibližně dva kilometry severně od Tišnova, v katastrálním území Lomnička u Tišnova. Leží v nadmořské výšce 277 m v okrouhlém údolí ohraničeném nevysokými pahorky, z nichž nejvýznamnější je hora Květnice. Obcí protéká potoky Besének a Lomnička. Žije zde 603 obyvatel. V obci je evidováno celkem 155 domů.

## Historie
První písemná zmínka o obci Lomnička pochází z roku 1235 (quondam villam, Lomnice nomine), kde byla uvedena pod názvem Lomnice; názvy se postupně měnily – Lominiz (1235), Lomniczka, Lomnitschka, od roku 1924 platí oficiální název Lomnička.
Dějiny Lomničky jsou spojeny s cisterciáckým klášterem Porta coeli založeným královnou Konstancií Uherskou, vdovou po Přemyslu Otakarovi I. Konstancie věnovala klášteru listinou vydanou 6. června 1235 v Brně ves Lomnici; obdařila ji také stejnými právy, jaká měl sám klášter od svého založení. Aby se příliš nezmenšil majetek moravského markraběte Přemysla, přijal za tuto ves Přemysl od své matky 100 hřiven stříbra. Tuto donaci pak v dodatku listiny potvrdili král Václav I. (bratr Přemysla) i olomoucký biskup Robert. Lomnička byla v držení kláštera až do jeho zrušení roku 1782. Slavnostní listina o vlastnictví Lomničky klášterem byla vydána 27. srpna 1235 v Perugii – vesnici potvrdil jako klášterní statek sám papež Řehoř IX., který vyňal klášter a jeho statky z pravomoci diecézního biskupa a osvobodil je od jakýchkoliv desátků. Tím pádem se ves, vlastnictví kláštera, stala zcela nezávislou vrchnosti a podléhala pouze klášteru.
Ačkoliv je v originále výše zmíněné listiny jmenována Lomnice, je předmět darování všeobecně ztotožňován se vsí Lomničkou. Lomnička leží dva kilometry severně od Tišnova; Lomnice leží severně od Lomničky, osm kilometrů severně od Tišnova, a patřila do 17. století pánům z Lomnice.

## Obyvatelstvo
| Rok            | 1869 | 1880 | 1890 | 1900 | 1910 | 1921 | 1930 | 1950 | 1961 | 1970 | 1980 | 1991 | 2001 | 2011 | 2021 |
| -------------- | ---- | ---- | ---- | ---- | ---- | ---- | ---- | ---- | ---- | ---- | ---- | ---- | ---- | ---- | ---- |
| Počet obyvatel | 456  | 405  | 449  | 359  | 391  | 408  | 371  | 419  | 439  | 436  | 376  | 338  | 374  | 512  | 562  |
| Počet domů     | 39   | 45   | 45   | 48   | 55   | 59   | 69   | 93   | 97   | 101  | 100  | 117  | 123  | 156  | 164  |

Vývoj počtu obyvatel

## Obecní správa
Od 50. let 19. století do 30. června 1980 Lomnička byla obcí, zpočátku v okrese Brno, poté od 90. let 19. století do roku 1960 v okrese Tišnov a od roku 1960 v okrese Brno-venkov. Od 1. července 1980 do 23. listopadu 1990 patřila jako část města k Tišnovu a od 24. listopadu 1990 je znovu obcí.

### Obecní symboly
Znak a vlajka byly obci uděleny rozhodnutím předsedy Poslanecké sněmovny Parlamentu České republiky dne 14. ledna 2000.

## Pamětihodnosti
- Kaple blahoslaveného Bedřicha na návsi
- Boží muka na kopci Čimperka

## Instituce v obci
V obci působí Sokol Lomnička a sbor dobrovolných hasičů.